# Calamophis
Calamophis — рід змій родини гомалопсових (Homalopsidae). Представники цього роду є ендеміками Індонезії. Умовно отруйні змії (реальної небезпеки для людини не становлять). 

## Види
Рід Calamophis нараховує 4 види:
- Calamophis jobiensis Meyer, 1874
- Calamophis katesandersae Murphy, 2012
- Calamophis ruuddelangi Murphy, 2012
- Calamophis sharonbrooksae Murphy, 2012

## Етимологія
Наукова назва роду Calamophis походить від сполучення слів дав.-гр. καλαμος — тростина, стебло і οφις — змія.